# Cratere Ogier
Ogier è un cratere sulla superficie di Giapeto.